# Wilhelm Vultejus
Wilhelm Vultejus (* 30. Dezember 1647 in Kassel; † 18. Februar 1717 ebenda) war ein deutscher Jurist und Gesandter des Landgrafen Karl von Hessen-Kassel zu den Friedensverhandlungen während des Pfälzischen Erbfolgekrieges, die 1697 zum Frieden von Rijswijk führten.

## Familie
Wilhelm Vultejus entstammte der hessischen Juristen- und Diplomatenfamilie Vultejus und war ein Sohn des hessischen Kanzlers Johannes Vultejus und dessen Gemahlin Elisabeth geb. Tossanus (1614–1691), Tochter des Predigers Paul Tossanus (1572–1632). Seine Geschwister waren: 
- Justus Hermann (1654–1726), Hessen-Kasselischer Geheimer Rat und Vize-Kanzler,
- Maria Christina (1644–1668), ⚭ Johann Joachim d’Orville (1633–1688), Hessen-Kasselischer Komitialgesandter, und
- Catharina Ursula (1652–1726), ⚭ 1674 Johann Christoph Scheffer (1642–1695), Hessen-Kasselischer Regierungsrat.

Am 11. Oktober 1681 heiratete er in Marburg Marie Christine Scharpf (auch Scharff), Tochter des Kanzleidirektors Wilhelm Scharpf/Scharff und der Maria Catharina geb. Worth. Der Ehe entstammten die Kinder:
- Johann Wilhelm (1682–1720), Regierungssekretär in Kassel,
- Johannes (Geheimrat) und
- Christina Catharina (1691–1736), ⚭ Christian Albrecht Mölle (1659–1735), Geheimer Kriegsrat in Kassel.

## Wirken
An der Universität Straßburg promovierte Wilhelm im Jahre 1673 zum  juris utriesque doctor (Dr. Jur.) und trat danach in die Hessen-Kasselsche Verwaltung ein, wo er 1679 Regierungsrat wurde. Mit dem Frieden von Rijswijk wurde der Pfälzische Erbfolgekrieg im Jahre 1697 beendet. Wilhelm war als Gesandter des Landgrafen Karl an den Friedensverhandlungen beteiligt und unterzeichnete das Protokoll im Namen des Landgrafen.